# وزارت هوانوردی استرالیا
وزارت هوانوردی استرالیا یک وزارت منحل شده مربوط به دولت استرالیا است که از می ۱۹۸۲ تا ژوئیه ۱۹۸۷ وجود داشته است.
این وزارتخانه توسط نخست‌وزیر وقت استرالیا مالکوم فریزر تأسیس شد. هدف از تأسیس این وزارتخانه بازسازی مجدد وزارت هوانوردی در جهت شناساندن اهمیت هوانوردی عمومی برای اقتصاددانان، سرمایه‌گذاران و در نهایت عموم مردم بود.
وظیفه این وزارتخانه نظارت بر قوانین هوانوردی عمومی و ناوبری هوایی است که از سومین وزات حمل و نقل استرالیا به جا مانده بودند.